# Vicugna vicugna
La vigogna (Vicugna vicugna) è un camelide artiodattilo andino. Sono state riconosciute due sottospecie: la vicuña del norte o vicuña peruana (Vicugna vicugna mensalis) e la vicuña austral o vicuña del sur (Vicugna vicugna vicugna). L'alpaca (Vicugna pacos) è una specie domestica che discende dalla vigogna, con apporti genetici minori dal lama.  

## Descrizione
Ha un'altezza al garrese di 0,7-1,10 metri e una lunghezza di 1,40-2 m. Possiede un corpo lungo e muscoloso e un muso fine. La pelliccia è corta e rossiccia sul lato superiore; bianca o beige sul lato inferiore. Gli incisivi inferiori sono molto lunghi. Il dorso, il collo, la testa, e la parte anteriore delle zampe sono di color rossiccio, mentre il petto e la parte posteriore delle zampe sono bianchi. Il peso medio è compreso tra 40 e 60 chilogrammi.
Gli incisivi inferiori sono a crescita continua, analogamente a quelli dei roditori, e risultano essere più stretti rispetto a quelli degli altri Tilopodi.

### Caratteristiche del vello
La vigogna sviluppa due diversi strati di pelo: uno interno, la lanugine, ad attività termoregolatrice, e l'altro esterno, di protezione dagli agenti atmosferici, con fibre più lunghe e setose. La fibra ha un diametro di 12 µm ed è più sottile del cashmere, che arriva a 15 µm. L'animale adulto ne produce una piccola quantità: circa 250 grammi di fibra succida ogni due anni contro, per esempio, i 3-6 chilogrammi della pecora Merino e i 500 grammi della capra del Cashmere; per ottenere un cappotto di vigogna è necessario utilizzare il vello di 25-30 animali adulti. Presso la civiltà Inca era fatta proibizione ai sudditi di indossare alcun indumento prodotto con la sua lana essendo destinata all'esclusiva produzione di vesti reali. Il valore del manto, allo stato grezzo (succido), raggiunge i 400 dollari al chilogrammo, rendendolo uno fra i più cari in commercio.

## Distribuzione
La vigogna vive sugli altopiani del Perù, dove è presente il maggior numero di esemplari al mondo, dell'Argentina settentrionale, della Bolivia, del Cile settentrionale, e parte della zona andina dell'Ecuador .

## Ilchaco
Nella cultura inca, la vigogna veniva cacciata ogni quattro anni nel corso di una cerimonia, detta chaco (o chaccu), in cui migliaia di uomini formavano una catena intorno all'area scelta per la cattura. Il cerchio lentamente si stringeva fino a chiudersi su un altopiano costringendo gli animali in un recinto. Il re assisteva al gran finale della caccia: i cuccioli e le femmine erano tosati e rilasciati, mentre i maschi anziani e i capi malati venivano uccisi per la loro carne. Questa pratica, adattata ai tempi moderni, è ancora replicata in alcuni luoghi.

## La vigogna come specie in pericolo

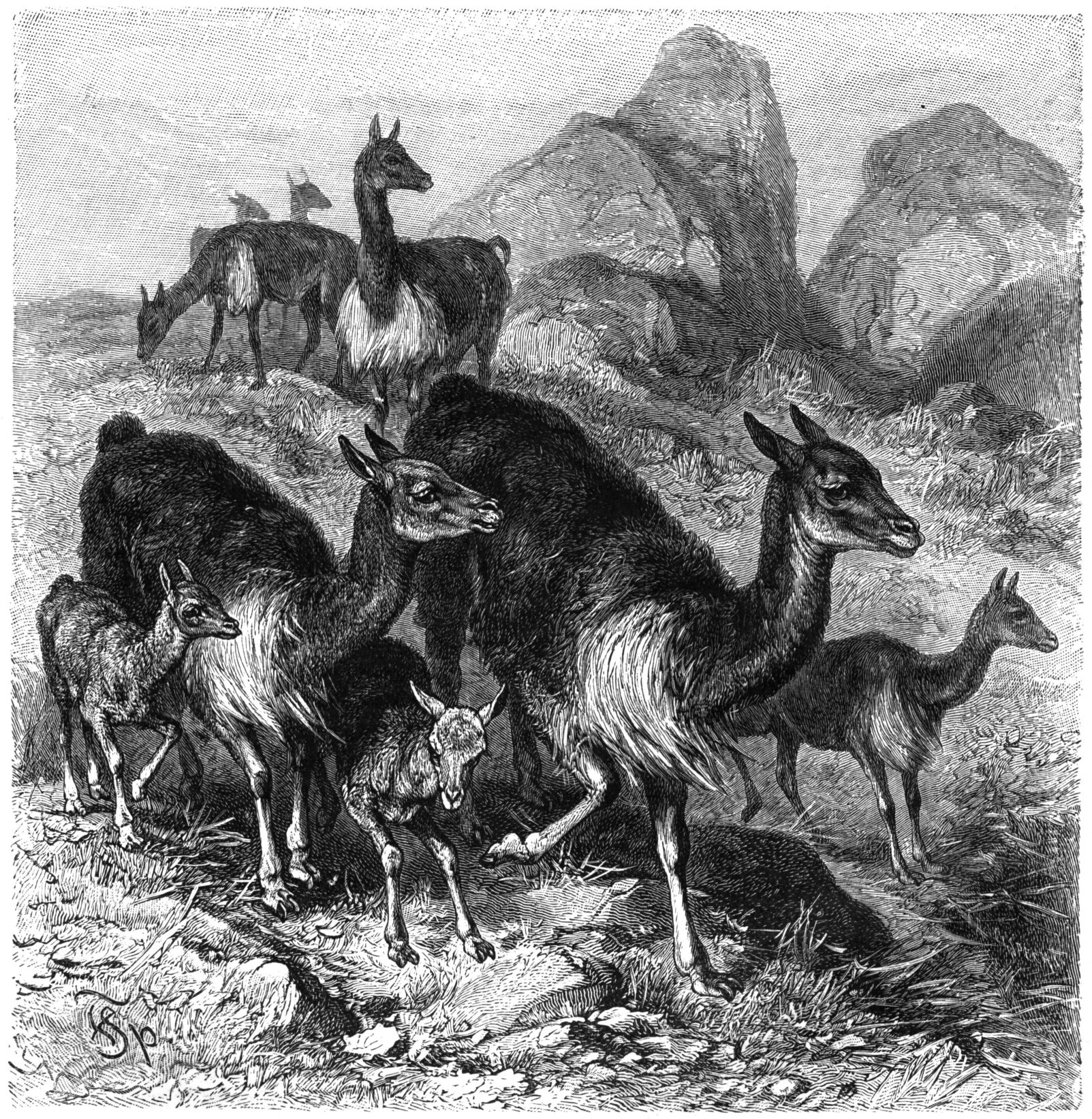
Vigogna

La caccia rituale non mise mai in pericolo la sopravvivenza della vigogna, come invece successe nei periodi successivi.
I conquistadores spagnoli la cacciarono con intensità tanto che già nel 1553 Pedro Cieza de León, un cronista spagnolo, notava una fortissima riduzione in tutto il territorio andino. Nel 1777 un decreto reale (Reál Cédula), ne vietò alle popolazioni indigene l'uccisione permettendone soltanto la tosatura alla presenza di un giudice nominato dall'amministrazione coloniale. Perfino il generale Simón Bolívar, governatore del Perù, nel 1825 emise due decreti che ne vietavano la caccia.
Negli anni sessanta del XX secolo, in Perù non rimasero in vita che 5.000 esemplari. Nel 1969 l'IUCN decise di iscrivere la vigogna nella lista delle specie a rischio e nel 1976 a Washington la CITES, la convenzione internazionale dell'ONU che regola il commercio di animali e piante in pericolo, decretò la fine di ogni forma di sfruttamento, inserendola nell'"Appendice I" che auspica per una specie il massimo grado di protezione.
Iniziava così il lungo percorso verso la salvezza. Nel 1966 venne istituita nel Perù centro-meridionale la riserva di Pampa Galeras: 6.500 ettari destinati al ripopolamento che diventarono 500.000 ettari nel 1979. Nel 1969 fu firmato un accordo tra Bolivia e Perù per la conservazione della specie, a cui in seguito aderirono anche Cile e Argentina. In pochi anni il numero di animali è aumentato fino a raggiungere in Perù gli attuali 98.000 capi, tanto da indurre la CITES, nel 1987, a retrocedere la vigogna nell'"Appendice II", che include le specie a rischio di estinzione se il commercio non è controllato. Nel 1994 la vendita di pellicce è tornata ad essere legale: le comunità locali andine hanno ricevuto dalle autorità l'usufrutto delle vigogne, a patto che queste vengano protette dalla caccia dei bracconieri.
Oggi la vigogna, arrivata ad almeno 500.000 esemplari (di cui 350.000 adulti) nel 2018, è ancora considerata una specie minacciata in Perù e in Cile, ma non più a livello globale.
Una parte delle vigogne viene tenuta in enormi allevamenti recintati (corrales, vasti anche 1.000 ha in Perù, più piccoli in Argentina): qui gli animali vengono catturati ogni due anni per la tosatura e quindi rilasciati. Lo Stato peruviano ne promuove lo sviluppo e la protezione delegando alla Sociedad nacional de Criadores de vicuña il programma di conservazione e allevamento e garantendo alle comunità di campesinos il diritto a partecipare ai proventi che derivino da un utilizzo razionale.